# Funeral de Juan Domingo Perón

Portada del diario Crónica del 2 de julio de 1974.

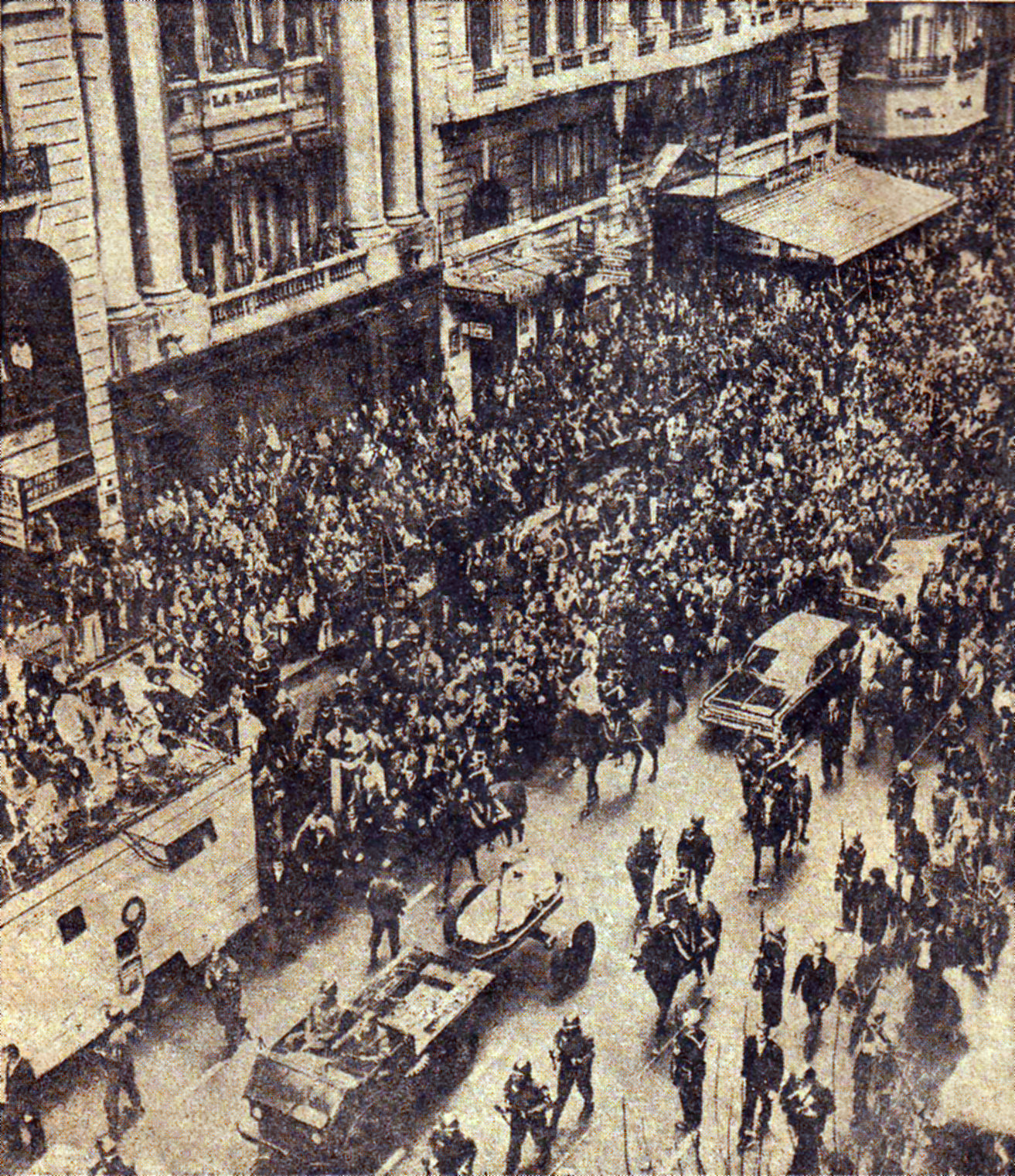
El cortejo fúnebre avanzando por la Avenida de Mayo.

Juan Domingo Perón falleció en ejercicio de la presidencia de la Nación Argentina el 1 de julio de 1974, a los 78 años de edad. La causa de su muerte fue un paro cardíaco, resultado del agravamiento de la cardiopatía isquémica crónica que padecía desde hacía años.
María Estela Martínez de Perón, su esposa y vicepresidente, lo anunció al país diciendo "con gran dolor debo transmitir al pueblo el fallecimiento de un verdadero apóstol de la paz y la no violencia".
Poco después de su muerte los restos fueron instalados en la capilla de la quinta presidencial de Olivos, vestido con uniforme militar. A la mañana del 2 de julio, fueron trasladadas a la Catedral Metropolitana, donde se le realizó una misa de cuerpo presente. Colocado en una cureña, el féretro, flanqueado por granaderos, fue conducido al Palacio Legislativo, donde permaneció hasta las 9.30 del jueves 4.
Mientras se encontraba el cuerpo en el Congreso, desfilaron ante el féretro 135 mil personas; afuera, más de un millón de argentinos quedaron sin dar el último adiós a Perón. Dos mil periodistas extranjeros informaron de todos los detalles de las exequias.
Tras varios días de duelo nacional, en los que el cuerpo fue velado en el Congreso de la Nación por cientos de miles de personas, los restos fueron trasladados a una cripta en la Quinta Presidencial de Olivos. El 17 de noviembre de 1974 los restos de Evita, que habían quedado en España, fueron trasladados por el gobierno de María Estela Martínez de Perón y depositados en la misma cripta. Mientras tanto, el gobierno comenzó a proyectar el Altar de la Patria, un mausoleo gigantesco que albergaría los restos de Juan Perón, Eva Duarte de Perón y todos los próceres de la Argentina.

## Reacciones internacionales
- Brasil: El expresidente brasileño, Juscelino Kubitschek, expresó a través de un comunicado que “Perón conoció el calvario y la resurrección. Al final, el destino le reservó la gloria de ser el restaurador de la democracia”.
- Colombia: El presidente colombiano, Misael Pastrana Borrero, expresó a través de un comunicado que “No sólo fue un estadista sino uno de los conductores más destacados de América Latina”.
- Chile: El dictador chileno, Augusto Pinochet, decretó tres días de duelo y expresó que "el general Perón fue un militar que dejó una profunda huella en la historia argentina y latinoamericana. Fue precursor de un movimiento de reinvindicaciones sociales, cuyas proyecciones aún son muy fuertes."[3]
- Cuba: A pesar de que no hubo una reacción oficial inmediata, el deceso fue calificado de forma privada como "una sensible pérdida". La noticia fue difundida de inmediato por las radioemisoras locales y el noticiero nacional, que dedicaron amplio espacio al suceso y a las relaciones entre ambos países.[3]
- Estados Unidos: El presidente de los Estados Unidos, Richard Nixon, y el Secretario de Estado, Henry Kissinger expresaron "sincero pesar por la lamentable pérdida". Nixon expresó que "mi esposa y yo, en nombre del pueblo de los Estados Unidos hemos enviado un homenaje de condolencia a la esposa del expresidente Perón. Estamos entristecidos por el fallecimiento del presidente de la República Argentina, Juan Domingo Perón, quien fue una fuente de inspiración para sus compatriotas. En un momento en que otros habrían estado contentos en retirarse de la vida pública, el aceptó los desafíos para regresar a su país para guiar y ayudar al pueblo argentino. Dedicó los últimos años de su vida a esta tarea."[3]
- Francia: La agencia AFP señaló que "pese a sus 18 años de exilio (...) nunca dejó de influir hondamente en el proceso político-militar nacional, supo conservar su prestigio paternal y su carácter de hombre providencial".[3]
- Perú: El primer ministro de Perú, Edgardo Mercado Jarrin, afirmó “Perón ha sido la figura política más importante de la Argentina de este siglo. Por su carisma, sus dotes de estadista y porque supo aglutinar y movilizar a la opinión pública alrededor de su persona, el general Perón jugó un papel trascendental en la vida de su pueblo”.
- Líbano: El primer ministro libanés, Takieddin el-Solh, expresó que "la muerte del presidente argentino Juan Perón es una gran pérdida para el Líbano y los árabes en general".[3]
- Unión Soviética: El secretario general del Partido Comunista, Leonid Brézhnev, el presidente del Presídium del Sóviet Supremo, Nikolái Podgorni; y el primer ministro Alekséi Kosyguin expresaron su "gran dolor" por la muerte de Perón, "[d]estacado político y estadista de la Argentina, convencido partidario del reforzamiento de la independencia de su país". Consideraron asimismo que "Juan Domingo Perón merecio gran respeto en la Unión Soviética. Como Presidente, realizó una gran contribución al desarrollo de las relaciones amistosas entre nuestros países",[4]añadiéndo que su retorno al poder fue prueba de la "determinación de la clase trabajadora para ganar reformas sociales y económicas".[3]
- Uruguay: El presidente uruguayo, Juan María Bordaberry, refiriéndose a Perón dijo “Pugnó por una acción iberoamericana revitalizada para llevar al continente a formas de integración compatibles con nuestra independencia y desarrollo”.[5]
- Venezuela: El presidente venezolano, Carlos Andrés Pérez expresó su "profundo sentimiento de condolencia", decretando tres días de duelo.[3]